# Halanur, Tumkur
Halanur là một làng thuộc tehsil Tumkur, huyện Tumkur, bang Karnataka, Ấn Độ.